# Rikyū
Rikyū é um filme de drama japonês de 1989 dirigido e escrito por Hiroshi Teshigahara e Genpei Akasegawa. Foi selecionado como representante do Japão à edição do Oscar 1990, organizada pela Academia de Artes e Ciências Cinematográficas.

## Elenco
- Rentarō Mikuni - Sen no Rikyū
- Tsutomu Yamazaki - Toyotomi Hideyoshi
- Yoshiko Mita - Riki
- Matsumoto Kōshirō IX - Oda Nobunaga
- Nakamura Kichiemon II - Tokugawa Ieyasu
- Ryō Tamura - Toyotomi Hidenaga
- Kyōko Kishida - Nene
- Tanie Kitabayashi - Ōmandokoro
- Sayoko Yamaguchi - Cha-cha
- Bandō Mitsugorō X - Ishida Mitsunari
- Hisashi Igawa - Yamanoue Sōji
- Donald Richie - Gaspar Coelho